# رحلة عبر الزمن
رحلة عبر الزمن هو مخطط لإحياء وتأهيل المنطقة الأثرية الرئيسة في العُلا بشكل مسؤول ومستدام، في بيئة ثقافية وطبيعية فريدة من نوعها شمال غرب المملكة؛ حيث يُعد المشروع محطة رئيسية ضمن برنامج تطوير العُلا وتحويلها إلى وجهة عالمية رائدة للفنون والتراث والثقافة والطبيعة، تحقيقًا لمستهدفات رؤية المملكة 2030. في 7 أبريل 2021، أطلق ولي العهد السعودي الأمير محمد بن سلمان بن عبدالعزيز، رئيس مجلس إدارة الهيئة الملكية لمحافظة العُلا، الرؤية التصميمية لمخطط رحلة عبر الزمن والمستوحى من طبيعة العُلا وتراثها، والتي ستعرف الزوار على 200 ألف عام من التاريخ البشري والطبيعي.

## التطوير
يعدّ مخطط رحلة عبر الزمن جُزءًا من برنامج تطويري شامل للعُلا تشرف عليه الهيئة الملكية لمحافظة العُلا، وتهدف إستراتيجية التطوير عند اكتمالها في عام 2035 إلى توفير 38 ألف فرصة عمل جديدة، بالإضافة إلى المساهمة بمبلغ 120 مليار ريال في الناتج المحلّي الإجمالي للمملكة.

## خارطة تاريخية
يُقدم مخطط رحلة عبر الزمن خارطة تاريخية مميزة لحضارات استوطنت واحات العُلا المتنوعة على مدار أكثر من 7000 عام من التاريخ البشري، من خلال استثمار الغنى التراثي والثقافي والثراء الطبيعي والجيولوجي للمنطقة، عبر فتح فصول جديدة لاكتشاف تاريخها الذي لم يكتشف.

## المكونات
سيتم إنشاء خمسة مراكز تمتد على طول 20 كيلومترًا من قلب العُلا، في محطات ملهمة وأساسية عبر مسار رحلة عبر الزمن، وتبدأ هذه المراكز من مركز البلدة القديمة جنوبًا، مرورًا بمركز واحة دادان، وواحة جبل عكمة، والواحة النبطية، وصولًا إلى مدينة الحجر الأثرية شمالًا.

### 15 مرفقًا ثقافيًّا جديدًا
وضمن هذه المراكز، سيتم إنشاء 15 مرفقًا ثقافيًّا جديدًا، بما في ذلك المتاحف والمعارض ومعالم الجذب السياحي، لتكون معالم رئيسية لكل مركز، مع إضافة أكثر من 5000 غرفة للإقامة والمعيشة، كما سيقدّم كل مركز مزيجًا خاصًا به من خيارات المعيشة والضيافة التي تمنح خيارات متعددة من الفنادق ومنتجعات السياحة البيئية إلى النزل الفاخرة ومزارع الوادي المنحوتة في صخور الجبال.

## أبرز المشاريع

### معهد الممالك
أحد أبرز مشاريع مخطط رحلة عبر الزمن هو معهد الممالك، وهو مركز عالمي لدراسات الحضارات التي سكنت شمال غرب شبه الجزيرة العربية على مدار أكثر من 7000 عام من التاريخ البشري، بما في ذلك الممالك العربية القديمة دادان ولحيان والأنباط في مدينة الحجر الأثرية، وهو أحد المواقع المدرجة على قائمة اليونسكو للتراث العالمي.

### وادي الفن
يُعد مشروعِ وادي الفن أحد الأصول الثقافية لمخطط «رحلة عبر الزمن»، وتُقَدَّرُ مساحةُ «وادي الفن» بـ 65 كيلومتراً مربعاً، ومن المتوقع أن يكتمل في العام 2024م، وسَيَتَضَمَّنُ أعمالاً فنيةً مستمدةً من طبيعةِ العُلا الفريدةِ لعدد من الفنانين السعوديين والعالميين، وسيستقطبُ عُشَّاقَ الفنِ من جميع أنحاء العالم، ويشملُ البرنامجُ الأوليُّ الذي سَيُقَامُ أواخرَ عام 2022م، ويسبق افتتاح «وادي الفن» في العام 2024م؛ معارضَ مؤقتةً ومقراتٍ للفنانين وندواتٍ عامة، وسيصاحبُ ذلك الكشفُ عن الأعمال الفنية الخمسة الأولى برنامج حيوي للزوار، يشملُ العروضَ والجولاتِ عبر الوادي وفرص تعليمية.
ويشاركُ في «وادي الفن» فنانون وفنانات من السعودية ومن أنحاء العالم، منهم: منال الضويان، وأحمد ماطر، وأجنيس دينيس، ومايكل هايزر، وجيمس توريل، الذين سيشاركون بأعمالٍ تناقشُ موضوعاتٍ عدة؛ مثل الذاكرة الجماعية والفولكلور والحضارة والإنجاز وأهمية الضوء، وتمثلُ هذه المشاركاتُ بدايةَ برنامجٍ سيستمرُ في استقطاب المزيد من الفنانين.

## معلومات عن العلا
تقع العلا على بعد 1100 كيلومتر من الرياض في شمال غرب المملكة العربية السعودية وهي مكان ذو أصول ثقافية طبيعية وبشرية استثنائية. تشمل المنطقة الشاسعة، التي تمتد على أكثر من 22.561 كيلومتر مربع، وادي واحة خصبة وجبال شاهقة من الحجر الرملي ومواقع تراث ثقافي قديم يعود تاريخها إلى آلاف السنين.
أشهر المواقع وأكثرها شهرة في العلا هو الحجر، أول موقع للتراث العالمي لليونسكو في المملكة العربية السعودية. كانت مدينة الحجر القديمة التي تبلغ مساحتها 52 هكتارًا المدينة الجنوبية الرئيسية للمملكة النبطية وتضم ما يقرب من 100 مقبرة محفوظة جيدًا بواجهات مزخرفة منحوتة في منحدرات من الحجر الرملي. تشير الأبحاث الحالية إلى أن الحجر كانت البؤرة الاستيطانية في أقصى الجنوب للرومان بعد أن غزا الأنباط في عام 106 بعد الميلاد.
بالإضافة إلى الحجر، تعد العلا موطنًا لعدد من المواقع التاريخية والأثرية الرائعة، على سبيل المثال: المدينة القديمة، والتي تحيط بها واحة دادان القديمة، عاصمة مملكتي دادان ولحيان، والتي تعتبر واحدة من أكثر المدن تطوراً في الألفية الأولى قبل الميلاد. ينطبق على شبه الجزيرة العربية؛ الآلاف من مواقع الفن الصخري والنقوش القديمة؛ ومحطات سكة حديد الحجاز.

## الخطة الرئيسية الشاملة
يعتبر مشروع "رحلة عبر الزمن '' خطوة مهمة لحماية التراث الثقافي للعلا ونقله إلى العالم، فهناك خمس مناطق فريدة متصلة بممر عام بطول 20 كيلومترًا يعرف "بوادي الضيافة" ستحمي مجتمعة 200 ألف عام من التاريخ البشري والطبيعي. المنطقة الأساسية التي يبلغ طولها 20 كيلومترًا في العلا، وهي منطقة ثقافية فريدة تقع في شمال غرب شبه الجزيرة العربية، تشمل واديًا ومدينة الحجر النبطية القديمة، وهي أحد مواقع التراث العالمي لليونسكو.
- تم تصور أول مخطط عام للعلا في سلسلة من الخطط كمتحف حي ويتضمن 15 منشأة ثقافية جديدة وواحة ثقافية 9 كيلومترات و 10 ملايين متر مربع من المساحات الخضراء المفتوحة و 46 كيلومترًا من الترام المنخفض الانبعاثات، والذي يشمل 5000 غرفة فندقية إضافية في العلا يمكن إضافتها.يتألف مفهوم الخطة الرئيسية ذات الرؤية المكانية «الرحلة عبر الزمن» من برنامج مدته 15 عامًا للتنمية المستدامة للمنطقة الأساسية التاريخية للعلا، وهي مشهد ثقافي فريد في شمال غرب شبه الجزيرة العربية. تساهم الخطة في «رؤية المملكة العربية السعودية 2030» وتفتح فصلاً جديدًا في تطوير العلا كمتحف حي مع تعزيز نمو اقتصاد متنوع ومجتمع نابض بالحياة.
الملامح الرئيسية للخطة
ستعمل الخطة الرئيسية الشاملة «الرحلة عبر الزمن» على تحويل العلا إلى وجهة عالمية للتراث الثقافي والطبيعة والفن والثقافة. والتي تشمل:
- خمس مناطق تحيط بنواة العلا التي يبلغ طولها 20 كيلومترًا تعمل كنقاط طريق في الرحلة عبر الزمن، الرحلة عبر الزمن، من المدينة القديمة في الجنوب إلى مدينة الحِجر التاريخية في الشمال، كل منها يتشكل بفعل الطبيعة والثقافة. تراث المكان. المناطق هي: مدينة العلا القديمة (المنطقة 1)؛ دادان (منطقة 2)؛ جبل عكمة (منطقة 3)؛ الأفق النبطي (المنطقة الرابعة) ومدينة الحجر التاريخية (المنطقة الخامسة).
- كل حي مبني على موقع ثقافي موجود، والذي تجتازه واحة العلا القديمة. سيتم تجديد جزء يبلغ طوله 9 كيلومترات يشكل قلب الواحة الثقافية بالكامل، بدءًا من مدينة العلا القديمة.
- تشكل خمسة عشر مجمعا ثقافيا جديدا مع المتاحف والمعارض والمراكز الثقافية مشاهد في كل منطقة.
- يمتد وادي الضيافة الذي يبلغ طوله 20 كم على طول قاع الواحة القديمة ويربط المقاطعات الخمس باعتبارها «العمود الفقري» الأخضر للرحلة عبر الزمن.
- ترتبط المناطق الخمس بمطار العلا الدولي بواسطة ترام منخفض الانبعاثات بطول 46 كم. يحافظ الطريق البانورامي بالإضافة إلى مسارات ركوب الدراجات وركوب الخيل والمشي لمسافات طويلة على تدفق حركة المرور على الطرق منخفضة الانبعاثات.
- يتبع الوادي والترام منخفض الانبعاثات بشكل أساسي الطريق الذي سلكه الحجاج على سكة حديد الحجاز لعدة قرون، مما يمنح الزوار تجربة بصرية رائعة أثناء انتقالهم من الواحة إلى الصحراء.
- تم التخطيط لـ 5000 غرفة فندقية إضافية، وهو جزء كبير من الهدف العام البالغ 9400 غرفة بحلول عام 2035. تقدم كل منطقة مزيجًا مضيافًا من الفنادق ومنتجعات السياحة البيئية والنزل الفاخرة والمجمعات الجبلية المنحوتة في منحدرات الحجر الرملي.
- يعد معهد الممالك مكونًا رئيسيًا في الخطة، ومن المقرر أن يصبح مركزًا عالميًا لعلم الآثار والبحوث حول الثقافات والحضارات التي سكنت هذه المنطقة لأكثر من 7000 عام، بما في ذلك مملكتي دادان ولحيان والأنباط القدامى الذين صنعوا مدينة الحجر، أحد مواقع التراث العالمي لليونسكو.

تم وضع الخطة الرئيسية للرحلة عبر الزمن «الرحلة عبر الزمن» بتوجيه من صاحب السمو الملكي ولي العهد وتوجيهات صاحب السمو الأمير بدر، وزير الثقافة السعودي ومحافظ الهيئة الملكية لمحافظة العلا.
تم وضع الخطة الرئيسية لهذا السفر عبر الزمن لالتقاط الجذور العميقة الجذور لما تمثله العلا بالفعل - واحة ذات تراث ثقافي فريد وطبيعة ومجتمع فريد من نوعه - حيث يتم التقاط قصص الماضي بشكل دائم للمستقبل وبالتالي فصل جديد في تاريخ العلا.
كل منطقة في الخطة الرئيسية «الرحلة عبر الزمن» هي تراث ثقافي في حد ذاتها وتعكس التاريخ والتضاريس والطبيعة الفريدة والمتغيرة باستمرار في هذا الموقع. يجب أن يكون هذا النظام المكاني للقرى والتجارب والمرافق الثقافية المختلفة جدًا متمحورًا حول الزوار من أجل تعزيز تجارب أكثر غامرة وإقامات أطول.
ترمز الخطة الرئيسية إلى التزام المملكة العربية السعودية بحماية التراث الثقافي العالمي والمعرفة والبحوث والحفاظ عليه. يقوم فريق من الخبراء الدوليين والسعوديين بإجراء دراسات علمية مكثفة حول الملامح البشرية وكذلك التطور الجيولوجي والبيئي للعلا.
كاستجابة مباشرة للتحديات في التنمية المستدامة للبيئة الصحراوية الهشة، فإن إعادة تغذية المياه الجوفية للواحة الأساسية التي يبلغ طولها 9 كيلومترات من خلال البحث والحلول المبتكرة هي عامل مهم في الخطة الرئيسية. كمساهمة في المبادرة البيئية للمملكة العربية السعودية، يتضمن تجديد العلا إستراتيجية لاستعادة المناظر الطبيعية وعكس التصحر. سيتم توسيع مساحات العلا الخضراء لتصل إلى 10 ملايين متر مربع، والتي تحيط بالمواقع الأثرية في العلا، مما يتيح الزراعة المستدامة ويقدم للزائرين صورة ساحرة.
يعكس المشروعان الرائدان في الخطة الرئيسية - معهد الممالك والواحة الثقافية - التزام المملكة العربية السعودية بتزويد العالم بنموذج عملي لحماية ورعاية التراث الثقافي والطبيعي العالمي.
يراعي ميثاق الاستدامة في العلا مفاهيم مثل الحماية والرعاية والتجديد والتجديد والتنمية بطريقة متوازنة ويشكل الأساس لنهج مبتكر ومتكامل للتنمية المستدامة. باعتباره جوهر الخطة الرئيسية، يشتمل الميثاق على سياسة خالية من الانبعاثات، إلى جانب مبادئ الاقتصاد الدائري والنهج القوية لتطوير المناطق ذات التاريخ الغني والطبيعة الحساسة، فضلاً عن التخطيط للفيضانات وتحسين إدارة المياه وتخطيط الزراعة.
تعد الخطة الرئيسية أولاً وقبل كل شيء استثمارًا في مواطني العلا ومستقبلهم وتجسد التزام الهيئة الملكية لمحافظة العلا بالاندماج الاجتماعي. تم دمج الخدمات الجديدة والمزايا الإضافية والمرافق الثقافية والتعليمية بالكامل في خطة الترويج للسياحة والاقتصاد والزراعة في العلا. لن يؤدي النمو الاقتصادي إلى رعاية مواهب العلا في المجتمع المحلي الذي يغذي ويحافظ على التقاليد التي تعود إلى آلاف السنين، بل سيعزز أيضًا مجتمعًا مزدهرًا وحيويًا في مكان رائع للعيش والعمل والاستكشاف.
تعد الخطة الرئيسية «الرحلة عبر الزمن» هي الأولى في سلسلة من الخطط الخاصة بالعلا وتمثل الجزء الأكثر أهمية في هذا التطوير، وسيتم تنفيذ الخطة بحلول عام 2035 على ثلاث مراحل. يجب أن تكتمل المرحلة الأولى بحلول عام 2023 وتقدم للزوار تجربة شاملة.
مع الانتهاء من إستراتيجية التطوير الأوسع للعلا في عام 2035، سيتم إنشاء 38000 فرصة عمل جديدة لسكان نما إلى 130.000، مع مساهمة العلا بـ 120 مليار ريال سعودي (32 مليار دولار) في الناتج المحلي الإجمالي للمملكة. بالإضافة إلى ذلك، سيتم تخصيص 80 في المائة من منطقة العلا كمحميات طبيعية، حيث سيتم إعادة تقديم النباتات والحيوانات المهمة.
يتم تحقيق ذلك من خلال مليوني زائر سنويًا، سيتوفر لهم إجمالي 9400 غرفة فندقية، بالإضافة إلى الترويج للزراعة والفن والثقافة بالإضافة إلى السياحة باعتبارها عوامل اقتصادية مهمة للعلا. ويخلق هذا فرصًا تجارية واستثمارية قيّمة للشركاء الذين يشاركون قيم الاستدامة والتنمية المسؤولة والاندماج الاجتماعي في الهيئة الملكية لمحافظة العلا
الهيئة الملكية لمحافظة العلا
تأسست الهيئة الملكية لمحافظة العلا بمرسوم ملكي في يوليو 2017 لصيانة وتطوير منطقة العلا ذات الأهمية الطبيعية والثقافية المتميزة في شمال غرب المملكة العربية السعودية. تحدد الخطة طويلة الأجل للهيئة الملكية لمحافظة العلا نهجًا مسؤولًا ومستدامًا وحساسًا للتنمية الحضرية والاقتصادية يحافظ على التراث الطبيعي والتاريخي للمنطقة مع إنشاء العلا كمكان مرغوب فيه للعيش والعمل والزيارة. وهذا يشمل مجموعة واسعة من المبادرات في مجال الآثار والسياحة والثقافة والتعليم والفنون، ويعكس الالتزام بأولويات برنامج رؤية المملكة العربية السعودية 2030 من حيث التنويع الاقتصادي، تقوية المجتمعات المحلية والحفاظ على التراث الثقافي يجتمعان.
الوكالة الفرنسية لتطوير محافظة العلا
تتمثل مهمة الوكالة الفرنسية لتطوير محافظة العلا (AFALULA) في دعم شريكها السعودي، الهيئة الملكية لمحافظة العلا، في تحويل منطقة العلا إلى وجهة ثقافية وسياحية عالمية.
في وضع الخطة الرئيسية الشاملة، عملت الهيئة الملكية لمحافظة العلا عن كثب مع شريكتها، الوكالة الفرنسية لتطوير العلا والتي تأسست في باريس في يوليو 2018 بعد توقيع اتفاقية حكومية دولية بين فرنسا والمملكة العربية السعودية في أبريل من ذلك العام. تريد الوكالة الفرنسية لتطوير العلا دعم المنظمة السعودية الشريكة لها، الهيئة الملكية للعلا، في التنمية الاقتصادية والسياحية والثقافية المشتركة للعلا، والتي تتمتع بتراث ثقافي وطبيعي استثنائي. تتمثل مهمة الوكالة الفرنسية لتطوير العلا في توفير الخبرة الفرنسية في مجالات علم الآثار، وعلم المتاحف، والهندسة المعمارية، والبيئة، والسياحة، والضيافة، والبنية التحتية، والتعليم، والأمن، والزراعة، تعبئة علم النبات والإدارة المستدامة للموارد الطبيعية.
أعمال تطوير أخرى للهيئة الملكية لمحافظة العلا
على مدى السنوات الثلاث الماضية، نفذت الهيئة الملكية لمحافظة العلا المزيد من أعمال التطوير مع العديد من الشركاء حول العالم. وشمل ذلك زيادة سعة مطار العلا بنسبة 300٪ وبناء مركز مرايا للمؤتمرات والترفيه متعدد الأغراض حائز على جوائز. كان فندق مرايا، وهو أكبر مبنى عاكس في العالم بسعة 500 مقعد، مسرحًا بالفعل لأحداث دولية كبرى مثل مؤتمر Hegra للفائزين بجائزة نوبل ومهرجان ``شتاء طنطورة'' الثقافي، الذي شارك فيه فنانون مثل أندريا بوتشيلي قام كل من بوتشيلي ولانغ لانغ بالأداء. تشمل مشاريع الضيافة المميزة التي تم الإعلان عنها بالفعل تطوير منتجعات فاخرة بالتعاون مع Accor / Banyan Tree و Habitas وجان نوفيل.